# سومان (عامل اعصاب)
سومان (به انگلیسی: Soman) یا GD ماده‌ای بسیار سمی است که در طبقه‌بندی سلاحهای شیمیایی جزو عوامل عصبی سری G قرار می‌گیرد. این ماده پیش از جنگ جهانی دوم توسط دانشمندان آلمانی کشف شد.

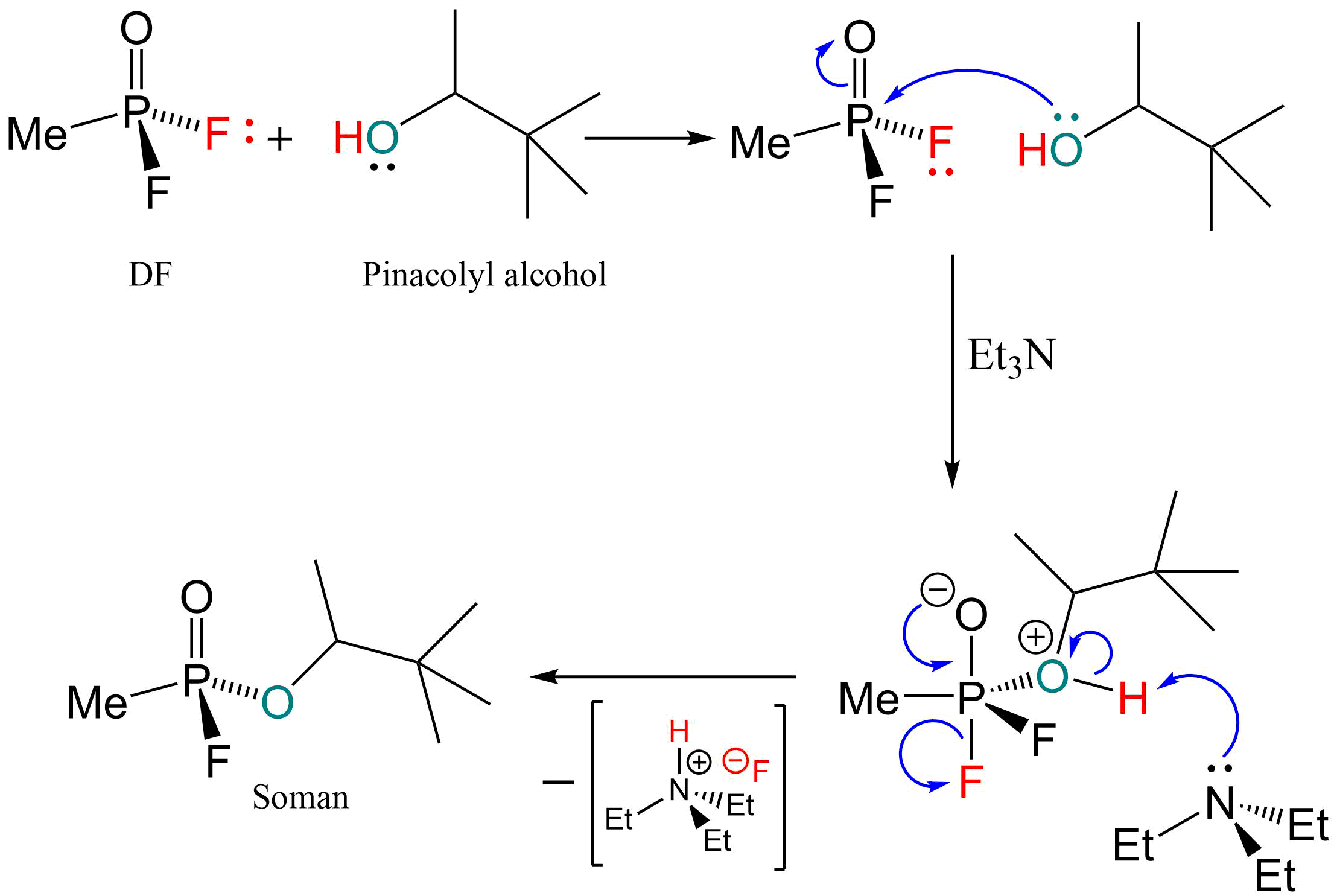
سنتز شیمیایی سومان

## کشندگی
دوز متوسط کشنده سومان حدود ۷۰ میلی گرم در متر مکعب بر دقیقه است. به علت شباهت بسیار زیاد سومان با سارین، علائم مسمومیت با سومان بسیار شبیه علائم مسمومیت با سارین است.

## درمان و پیشگیری
درمان مسمومیت با سومان همانند درمان مسمومیت با سایر عوامل عصبی است. آتروپین و دیازپام دو داروی مؤثر برای درمان مسمومیت با سومان هستند، اما به دلیل سرعت بالا در فرایند پیر شدن (کمتر از ۴ دقیقه) هیچکدام از نمک‌های پرالیدوکسیم و اوبیدوکسایم در درمان مؤثر نمی‌باشند. رویکرد احتمالی موفق در مورد سومان، پیشگیری یا پیش‌درمانی است. در این روش از داروهایی استفاده می‌شود که با اتصال موقت و برگشت‌پذیر به آنزیم استیل کولین استراز این آنزیم را از اتصال به عوامل اعصاب و در نتیجه غیر فعال شدن محافظت می‌کنند. کاربامات‌ها ترکیبات مورد استفاده در این روش هستند که شامل: فیزوستیگمین، پپریدوستیگمین، پروستیگمین می‌باشند. دوز پیش‌درمانی پروستیگمین بروماید ۳۰ میلی‌گرم (یک‌قرص) در هر ۸ ساعت می‌باشد. برای درمان مناسب حتماً باید قرص‌ها مرتب مصرف شوند و با مصرف ۳ دوز، سطح دارو به حد مناسبی نزدیک می‌شود.